# Чертков, Иван Дмитриевич
Иван Дмитриевич Чертков (1797/1798, Воронеж — 1865, Москва) — шталмейстер из рода Чертковых. Автор Устава сберегательных касс. Действительный статский советник.

## Биография
Родился 29 декабря 1797 (9 января 1798) года в семье воронежского губернского предводителя дворянства Дмитрия Васильевича Черткова, разбогатевшего благодаря браку с дочерью Степана Тевяшова. Из его братьев Александр известен основанием первой в Москве публичной библиотеки, а Николай — основанием Воронежского кадетского корпуса.

### Военная карьера
Поступил на военную службу в Арзамасский конно-егерский полк 13 октября 1813 года. Принимал участие в кампаниях 1813—1814 годов, Русско-турецкой войны 1828—1829 годов и подавлении Польского восстания 1830 года.
Чертков состоял при шефе своего полка генерал-майоре Хрущове, командовавшем 1-й конно-егерской дивизией, для исправления должности адъютанта. 12 февраля 1814 года награждён за отличие в сражениях орденом Святой Анны 3-й степени. 13 марта того же года произведён в поручики, а 18 марта награждён орденом Святого Владимира 4-й степени с бантом.
В ноябре 1814 года назначен бригадным адъютантом к генерал-майору Хрущову. 1 июля 1816 года назначен адъютантом к командиру 4-го резервного кавалерийского корпуса генерал-лейтенанту графу Палену 2-му. В августе 1816 года переведён корнетом в лейб-гвардии Гусарский полк. 13 февраля 1817 года произведён в поручики, 2 февраля 1819 года — в ротмистры. 13 ноября 1820 года назначен адъютантом к командовавшему гвардейским корпусом генерал-адъютанту Васильчикову, а 1 февраля 1822 году — адъютантом к начальнику Главного Штаба Его Величества, генералу от инфантерии, князю Волконскому, к которому был прикомандирован ещё с 1 января 1821 года, а 1 января 1825 года «обращён в полк».
28 января 1826 года произведён в полковники, а 27 ноября того же года назначен адъютантом к Его Императорскому Высочеству великому князю Михаилу Павловичу. В 1827 году награждён орденом Святой Анны 2-й степени. Приняв участие в Турецкой кампании 1828—1829 годов, Чертков, по покорении крепости Браилова, награждён был орденом Святого Владимира 3-й степени. За польскую кампанию 1830 года он получил орден Святого Станислава 2-й степени и золотую саблю с надписью «за храбрость».

### Гражданская карьера
1 января 1833 года был уволен от военной службы с переименованием в действительного статского советника. В том же году он назначен членом комитета о коннозаводстве, членом Попечительного совета заведений общественного призрения в Санкт-Петербурге и попечителем Александринского сиротского дома.
В 1834 году за отлично усердное исполнение возложенного Его Императорским Величеством поручения по продовольствию крестьян Беловодской Коннозаводской волости, во время бывшего в 1833 году неурожая, награждён орденом Святого Станислава 1-й степени; 22 октября 1834 года назначен почётным членом Демидовского дома призрения трудящихся, а в ноябре того же года назначен попечителем этого Дома на время отсутствия его учредителя и оставался в этом звании до 10 августа 1839 года.
За 25-летнюю беспорочную службу в офицерских чинах 1 декабря 1835 года ему был пожалован орден Святого Георгия 4-й степени; 5 декабря того же года «за отличное усердие и попечительность в делах богоугодных» был награждён орденом Святой Анны 1-й степени, а 30 декабря получил благодарственный рескрипт от государыни императрицы. Такие же рескрипты он не раз получал и впоследствии. В 1835 году был пожалован придворным званием «в должности шталмейстера».
21 декабря 1836 года назначен почётным опекуном Санкт-Петербургского опекунского совета, а 12 апреля 1837 года назначен управляющим Мариинским сиротским отделением при Соборе всех учебных заведений и Вдовьим домом; 1 ноября 1838 года удостоен благодарственного рескрипта государыни императрицы «за постоянные труды по учреждению вновь в некоторых частях столицы детских приютов».
Был членом Попечительского совета заведений общественного призрения в Санкт-Петербурге (1833—1842), попечителем Александринского дома призрения сирот.
20 апреля 1840 года пожалован в шталмейстеры двора Его Императорского Величества. С 1848 по 1856 год управлял Московской детской больницей.
Умер в Москве 6 (18) февраля 1865 года. Был похоронен в Духовской церкви Александро-Невской лавры.

## Семья
Был женат с 1825 года на графине Елене Григорьевне Строгановой (11.02.1800—25.06.1832), дочери графа Г. А. Строганова от первого брака с княжной А. С. Трубецкой, единокровной сестре И. Полетики. До замужества Еленой Григорьевной увлекался граф М. Виельгорский, сделав предложение и получив согласие, он в последний момент отказался от женитьбы. В браке имела пятерых детей, умерла в Царском селе при родах. Современница писала о ней:
Элен, существо с  утончённейшим умом и характером, была из той породы женщин, которые созданы, чтобы хорошо воспитывать детей, создавать им положение в обществе! Проведя блестящую молодость, она вышла замуж за Черткова, совершенно неизвестного в свете, с весьма сомнительным состоянием и значительно ниже её в любом отношении, но она возвысила его в глазах всего общества своим нежным отношением к нему. Ради него отказалась от светских успехов. Замкнулась в кругу самых близких людей, день  ото дня становясь все лучшей матерью. Отец, братья и другие обожали её. Она всегда могла дать хороший совет, обладая вдобавок к прочим блестящим качествам умом и недюжинной рассудительностью.
Дети
- Александра Ивановна (16.06.1827—5.01.1898), была замужем за обер-гофмейстером бароном М. Л. Боде-Колычёвым (1824—1888).
- Григорий Иванович (22.07.1828—22.04.1884), выпускник Пажеского корпуса, впоследствии генерал-адъютант. Был женат на графине Елизавете Ивановне Чернышевой-Кругликовой (1832—1922), последовательнице лорда Редстока; их сын Владимир был другом и издателем произведений Л. Н. Толстого.
- Михаил Иванович (2.08.1829—19.10.1905), атаман войска Донского.
- Елена Ивановна (18.11.1830—1922), в первом браке была замужем за графом М. В. Орловым-Денисовым (1823—1863); после его гибели в 1864 году вышла замуж за графа П. А. Шувалова (1827—1889). Елена Ивановна через проповедь лорда Редстока стала членом Петербургской общины евангельских христиан-пашковцев[5].
- Софья Ивановна (25.06.1832—31.07.1837)

- Александра и Софья,
дочери
- Григорий Иванович,
сын
- Михаил Иванович,
сын
- Елена Ивановна,
дочь

## Память
В 2011 году в микрорайоне Шилово в Воронеже одна из улиц была названа улицей братьев Чертковых в честь И. Д. Черткова и его братьев Н. Д. Черткова и А. Д. Черткова.